# برناردينو ليون
برناردينو ليون (بالإسبانية: Bernardino León)‏ هو دبلوماسي وسياسي إسباني. شغل منصب الممثل الخاص ورئيس بعثة الأمم المتحدة للدعم في ليبيا، خلفاً لطارق متري. من أغسطس 2014 إلى نوفمبر 2015. و قبل تعيينه في هذا المنصب من قبل الأمين العام للأمم المتحدة بان كي مون، شغل منصب الممثل الخاص للاتحاد الأوروبي لجنوب البحر الأبيض المتوسط (EUSR).
ليون هو الأمين العام السابق في مكتب رئيس الوزراء الإسباني، كما كان شيربا في مجموعة العشرين، وعمل ايضاً كوزير الدولة الأسباني للشؤون الخارجية. بصورة رئيسية كرس حياته الدبلوماسية في العالم العربي حيث كانت جهوده تتركز في المفاوضات في عملية السلام.